# StarTropics
《StarTropics》（有译作“热带之星”或“星之海洋”）是任天堂於1990年发行在NES的动作冒险游戏。和大多数任天堂游戏不同，其从未发行或计划在日本Family Computer（紅白機）发行，游戏仅在欧美NES发行，但由在美国的日本设计师设计。游戏由任天堂開發第三部的竹田玄洋（曾开发Punch-Out!!系列）编剧监督。游戏於2008年在北美和欧洲Wii Virtual Console上发行，2019年3月13日在北美和欧洲的NES Nintendo Switch Online上推出。
《StarTropics》续作《Zoda's Revenge: StarTropics II》（佐达的复仇：热带之星II）于1994年发行。

## 评价
游戏在Allgame上得到4.5/5星，在The Video Game Critic上得到B+。IGN称赞其游戏性“是初代《塞尔达传说》的自然进化”。